# リュネル
リュネル （フランス語:Lunel、オック語:Lunèl、プロヴァンス方言ではLunèu）は、フランス、オクシタニー地域圏、エロー県のコミューン。

## 地理
モンペリエの東約21km、ニームの南西約28kmに位置する。この2県庁所在地とは鉄道とN113道路でつながっている。
ヴィドゥール川右岸にあり、モーギオとカマルグに挟まれた沖積平野上にある。この平野ではワイン用ブドウ栽培や林業が行われる。南部へ向かうとさらに湿地が増える。

## 歴史
湿地上にできた他コミューンと同じく、その起源をたどるのは難しい。伝説によると紀元68年、イェリコからやってきたユダヤ人たちが町をつくったという。888年のリュネルは、13の村を含む男爵領に属した。ゴースルム家のソーヴ男爵がリュネル領主であった。中世のリュネルはユダヤ哲学の中心で、『中世の小さなエルサレム』（la petite Jérusalem médiévale）と称された。
1622年、プロテスタントに属したリュネルは王軍によって包囲された。1632年のアレス条約によって、町の防衛設備は廃止された。
2008年9月、太陽光発電所がヴァレコ・グループに業務委託された。この発電所は220万ユーロが投資された、フランス本土の太陽光発電所で重要なものである。